# 126
|  | Per a altres significats, vegeu «nombre 126». |

## Naixements
- 1 d'agost: Publi Helvi Pèrtinax, emperador de Roma a partir del 192.

## Necrològiques
- Roma: Sabina de Roma, mor martiritzada segons la tradició.
- Suetoni, escriptor llatí de l'època imperial, exponent fonamental del gènere biogràfic.